# Francis Dominic Murnaghan
Pour les articles homonymes, voir Murnaghan.
Francis Dominic Murnaghan, né le 4 août 1893 à Omagh en Irlande et mort le 24 mars 1976, est un mathématicien irlandais. 

## Biographie
Il a réalisé sa carrière à l'université Johns-Hopkins aux États-Unis. Son nom est associé à des développements en théorie des groupes, ainsi qu'en mathématiques appliquées à la mécanique des milieux continus :
- équation d'état de Murnaghan ;
- équation d'état de Birch-Murnaghan.

## Sources
- (en) David W. Lewis, « To the glory of god, honour of Ireland and fame of America: A biographical sketch of Francis D. Murnaghan », Mathematical Proceedings of the Royal Irish Academy, vol. 103A,‎ 2003, p. 101-112 (lire en ligne)